# Перший уряд Юлії Тимошенко
Перший уряд Юлії Тимошенко — Уряд України в період з 4 лютого до 8 вересня 2005 року. Затверджений після Помаранчевої революції.

## Склад уряду
- Прем'єр-міністр — Тимошенко Юлія Володимирівна (лідер партії Всеукраїнське об'єднання «Батьківщина» та виборчого блоку БЮТ)

### Віце-прем'єри
- Перший віце-прем'єр-міністр — Кінах Анатолій Кирилович (ПППУ);
- Віце-прем'єр-міністр з питань європейської інтеграції — Рибачук Олег Борисович (НСНУ);
- Віце-прем'єр-міністр з гуманітарних питань — Томенко Микола Володимирович (ПРП);
- Віце-прем'єр з питань адміністративно-територіальної реформи — Безсмертний Роман Петрович (НСНУ);

### Міністри
| Міністерство | Керівник                         | Партія       |
| --- | -------------------------------- | ------------ |
| Міністерство аграрної політики                                                                                     | Баранівський Олександр Петрович  | СПУ          |
| Міністерство внутрішніх справ                                                                                      | Луценко Юрій Віталійович         | СПУ          |
| Міністерство вугільної промисловості                                                                               | Тополов Віктор Семенович         | НСНУ         |
| Міністерство економіки                                                                                             | Терьохін Сергій Анатолійович     | ПРП          |
| Міністерство закордонних справ                                                                                     | Тарасюк Борис Іванович           | НРУ          |
| Міністерство культури і туризму                                                                                    | Білозір Оксана Володимирівна     | НСНУ         |
| Міністерство з питань надзвичайних ситуацій та у справах захисту населення від наслідків Чорнобильської катастрофи | Жванія Давид Важаєвич            | НСНУ         |
| Міністерство оборони                                                                                               | Гриценко Анатолій Степанович     | безпартійний |
| Міністерство освіти та науки                                                                                       | Ніколаєнко Станіслав Миколайович | СПУ          |
| Міністерство охорони здоров'я                                                                                      | Поліщук Микола Єфремович         | НСНУ         |
| Міністерство охорони навколишнього природного середовища                                                           | Ігнатенко Павло Миколайович      | НСНУ         |
| Міністерство палива та енергетики                                                                                  | Плачков Іван Васильович          | НСНУ         |
| Міністерство праці та соціальної політики                                                                          | Кириленко В'ячеслав Анатолійович | УНП          |
| Міністерство промислової політики                                                                                  | Шандра Володимир Миколайович     | НСНУ         |
| Міністерство у справах сім'ї, молоді та спорту                                                                     | Павленко Юрій Олексійович        | НСНУ         |
| Міністерство транспорту та зв'язку                                                                                 | Червоненко Євген Альфредович     | НСНУ         |
| Міністерство фінансів                                                                                              | Пинзеник Віктор Михайлович       | ПРП          |
| Міністерство юстиції                                                                                               | Зварич Роман Михайлович          | НСНУ         |
| Міністр Кабінету Міністрів України — заступник Міністра Кабінету Міністрів                                         | Крупко Петро Миколайович         | безпартійний |

## Діяльність
24 січня 2005 року новообраний Президент України Віктор Ющенко призначив Юлію Тимошенко виконувачем обов'язків Прем'єр-міністра України. Після цього Тимошенко двічі проводила засідання з попереднім складом уряду і протягом двох тижнів вони спільно вирішували невідкладні питання.
Уранці 4 лютого 2005 року президент Ющенко виступив у Верховній Раді України із пропозицією призначити Юлію Тимошенко Прем'єр-міністром України. Після виступу Тимошенко та відповідей на питання депутатів, Верховна Рада України затвердила її на посаді 373-ма голосами, а президент одразу підписав указ про її призначення. (Спочатку призначити Тимошенко прем'єром планували 3 лютого, але розгляд питання відклали на наступний день через триваючі переговори Ющенка і Тимошенко з Олександром Морозом щодо розподілу міністерських портфелів у коаліції.)
Одразу після призначення на посаду Юлія Тимошенко представила у парламенті персональний склад нового уряду, а президент Ющенко одночасно підписав відповідні укази про їх призначення на посади. Також під час засідання Тимошенко представила, а Ющенко призначив на посади Голів обласних державних адміністрацій і Київської та Севастопольської міських державних адміністрацій. Також Ющенко призначив Головою СБУ Олександра Турчинова, якого до того планували призначити Міністром внутрішніх справ.
Після цього у кінозалі парламенту відбулося перше засідання уряду за участі президента Ющенка, Голови Верховної Ради Володимира Литвина і голів фракцій та комітетів Верховної Ради, на якому обговорювалася Програми діяльності уряду на 2005 рік «На зустріч людям». Після засідання уряду Верховна Рада зібралася на вечірнє засідання, на якому схвалила цю програму 357-ма голосами.
З 22 посад в уряді 15 отримали депутати від «Нашої України», 2 — наближені до президента Анатолій Гриценко та Іван Плачков, 3 — представники Соціалістичної партії. Від БЮТ посади отримали лише сама Тимошенко та Голова СБУ Турчинов.
Також Ющенко не призначив жодного голову ОДА від БЮТ.
Основними моментами, які характеризували внутрішньоекономічну діяльність кабінету міністрів Юлії Тимошенко, стали:
- Підвищення зарплат, пенсій, стипендій — в півтора-два рази (у вересні-2005 порівняно з червнем-2004)[17][18].
- Виконуючи передвиборчі обіцянки Президента В. Ющенка — уряд в 2005 р. в 12 разів підвищив розмір «одноразової допомоги при народженні дитини»: до 1.1.2004 — 320 ₴; Після 1.1.2004 — 684 ₴; 1.4.2005 — 8497 , 6 ₴; 1.1.2008 — 12240 ₴ (на першу дитину), 25000 ₴ (на другу), 50000 ₴ (на третю)[19].
- Кампанія «Контрабанда — стоп», та виведення з тіні «олігархічного бізнесу». У той же час, ці «дії з припинення контрабанди» зачепили частину середнього бізнесу.
- Заяви про необхідність масової реприватизації 3000 підприємств[20]. У результаті державі було повернуто контроль лише над найбільшим металургійним комбінатом «Криворіжсталь» (який перепродали в жовтні-2005 в шість разів дорожче, тобто дорожче на 4 млрд дол.; а за увесь період приватизації 1991—2004 «надходження від приватизації в Україні» склали лише 8.5 млрд дол.). 16 червня 2005 президент України Віктор Ющенко, голова Верховної Ради Володимир Литвин і Юлія Тимошенко підписали меморандум про гарантії прав власності та забезпечення законності при їх реалізації; після підписання документа Віктор Ющенко заявив, що «українська влада поставила крапку у дискусії з проблемних питань приватизації» — мовляв, реприватизації не буде, оскільки в бюджеті на це немає коштів.
- У квітні-травні 2005 — пройшли так звані «бензинова, цукрова, м'ясна кризи» — коли ціни (на цукор і бензин) за 2-3 тижні піднімалися на 30 % −50 %. Ці «кризи» мали ознаки «картельної змови» — уряд Тимошенко повернув ціни на колишні рівні через місяць-півтора (діючи, в основному, ринковими методами — «товарними інтервенціями») :

 — «М'ясна криза» була викликана тим, що Тимошенко в перші місяці свого прем'єрства — підвищила зарплати та пенсії в півтора рази. Це викликало зростання попиту на м'ясо; уряд зняв мито на ввезення м'яса, спекулятивні ціни впали, але політичні опоненти Тимошенко (Ющенко, Янукович) продовжували критикувати Тимошенко (мовляв, «в Україну завозять переморожене м'ясо, обрізки»). Водночас, уряд ухвалив рішення про значне збільшення виробництва м'яса птиці; внаслідок реалізації цієї програми — через кілька років Україна перетворилася з імпортера в експортера «курячого м'яса».
 — «Цукрова та бензинова кризи» мали ознаки «картельної змови, яка призвела до стрибка цін на 30 % — 50 %». уряд організував завезення партії тростинного цукру; та відмінив мита на ввіз нафтопродуктів в Україну. І за місяць-два ціни повернулися на минулий рівень. Окрім того, «цукрову кризу» розслідував Антимонопольний комітет, який (аж через рік, в квітні 2006 року, за уряду Єханурова) ухвалив рішення, що «цукрова криза» була «змовою монополістів» (серед яких був і секретар РНБО Петро Порошенко); і нарахував на винуватців штрафи понад 20 млрн. ₴
 — Під час «бензинової кризи» Ющенко (на засіданні РНБО, в травні 2005) вперше в різкій формі зробив зауваження Тимошенко за «тиск на оптових продавців бензину».
24 серпня на День Незалежності України у виступі на Майдані президент Ющенко назвав уряд Тимошенко «найкращим». Однак, через два тижні (після демонстративної заяви про відставку О. Зінченка, який звинуватив Порошенка в «корупції та змові») — 8 вересня 2005 Віктор Ющенко відправив уряд Юлії Тимошенко у відставку у зв'язку з конфліктами всередині виконавчої гілки влади. Ющенко стверджував, що Тимошенко діяла в інтересах окремих бізнесових кіл, зокрема, мовляв, рішення Уряду щодо реприватизації Нікопольського феросплавного комбінату (яким раніше володів зять екс-президента Кучми, Віктор Пінчук) «стали останньою краплею, яка примусила Ющенка відправити уряд у відставку».
13 вересня 2005 р. Президент України Віктор Ющенко звинуватив екс-прем'єра Юлію Тимошенко в зраді ідеалів Майдану. В інтерв'ю інформагентству Associated Press він сказав, що коли Тимошенко очолювала компанію ЄЕСУ, вона накопичила 8 мільярдів гривень боргів і використала посаду прем'єр-міністра, щоб домогтися їх списання,
Характерно, що навіть ліберал Б. Березовський не підтримав Ющенка в питанні відставки Кабміну Тимошенко:
- «Пам'ятаєте, говорили про те, що це „революція мільйонерів проти мільярдерів“, поганий той мільйонер, який не мріє стати мільярдером, але, як тільки вони отримали владу, вони почали, що називається „дерибанити“ (ділити захоплене). Тимошенко, звичайно, заважала». При цьому Березовський позитивно відгукнувся про діяльність екс-прем'єра Тимошенко: «Її робота на посту прем'єра була дуже гідною»[23].

## Оцінки
Економіст і дипломат Андерс Ослунд (2005) заявляв: «новий уряд героя революції Юлії Тимошенко на диво вдається до економічної політики, яка видається соціалістичною та популістською. Наслідки не забарилися. Якщо минулого року економічне зростання сягнуло 12 %, то за перші чотири місяці цього року впало до 5 %, а інфляція стрибнула до 15 %». Пізніше Андерс Ослунд змінив свою думку про роботу уряду, і відзначив професіоналізм Юлії Тимошенко.